# Божена Њемцова
Божена Њемцова (чеш. Božena Němcová), рођена као Барбора Новотна, односно убрзо Панклова; (Беч, 4. фебруар 1820 — Праг, 21. јануар 1862), била је чешки писац. Сматра се оснивачем савремене чешке прозе.

## Биографија
Презиме Панклова је стекла након удаје њене мајке Новотне за Јохана Панкла, 1820. године. 1821. Панклови су се преселили у Ратиборице, а са њима је дошла и њена бака – Магдалена Новотна (чеш. Magdaléna Novotná) која је на малу Барунку имала јак утицај; када је одрасла, Божена Њемцова је идеализирала своју баку и написала је своје најпознатије дело „Бака“.
Од 1826. године, посећивала је школу у Хвалковицама, a од 1830. године у Чешкој Скалици.
1837. родитељи јој налазе младожењу – Јозефа Њемеца (1805.–1879) и већ те године су се узели. Јозеф Њемец радио је као финансијски комесар (цариник). Његовим надређеним нису се свиђале његове родољубиве активности, и зато је често прекомандован и породица се сељакала с њим. Брак није био срећан - Јозеф Њемец је био грубе, ауторативне нарави.
1841. године је живела у Прагу и под утицајем пријатеља почела је да пише чешки. 1843. се одселила са мужем у Домажљице и ту се народносно ангажује. 1850. године је њен супруг био премештен у Угарску а 1853. године је изгубио положај и плату и она је тражила често беспомоћно помоћ у Прагу. У то доба је написала „Баку“.
1853. године умро је њен син Хинек и после његове смрти су настављене свађе са њеним мужем који је поднео и захтев за развод брака који је после био повукао.
У јесен 1861. године Њемцова напушта свога супруга и одлази у Литомишл и у то доба је у финансијској кризи и већ значајно оболела враћа се у Праг и после кратког времена умире.
Она је цео свој живот провела у беди и врло је често гладовала и из њене кореспонденције сазнајемо да је била принуђена тражити помоћ од родољубивих кругова. Неуспешност ове помоћи контрастује се са раскошним погребом који јој је приређен од стране родољуба и посмртне славе коју је добила. Сахрањена је у Прагу на Вишехраду.

### Датум рођења
Неки од аутора литературе чињеница имали су хипотезу да је Божена Њемцова била ванбрачно дете кнегиње Катерине Захањске или њене сестре Доротеје. За ову хипотезу сведочи не само велика сличност са овом кнегињом већ и њена необична доброта према списатељици Божени Њемцовој али и причињавајуће виши век који се у алтернативи наводи као 1816. или 1817. док су на другој страни јаки аргументи против ове спекулације (нпр. Сличност Божене Њемцове са својом сестром), тако да се ова хипотеза међу писцима сматра нетачна.

## Дела

### Поезија
Прва дела су јој биле песме, од којих су неке биле писане на немачком:
- Славно јутро (Slavné ráno)
- Чешким женама (Ženám českým)
- Моја домовина (Moje vlast)

### Њене главне приче и друга краћа проза
- Барушка (Baruška)
- Четири доба (Čtyry doby, односно Čtyři doby)
- Девет крстова (Devět křížů)
- Дивља Бара (Divá Bára)
- Дуга ноћ (Dlouhá noc)
- Добар човек (Dobrý člověk)
- Домаћа болест (Domácí nemoc)
- Писма из Франтишкове бање (Dopisy z lázní Františkových)
- Домаћица на реч разговора (Hospodyně na slovíčko)
- Сиромашни људи (Chudí lidé – ствара нови тип јунака, мада из средине у којој се срећу разни друштвени слојеви)
- Куће испод гора Chyže pod horami
- Карла (Karla) – odigrava se u hodskom selu Straži
- Писма пријатеља пријатељици Listy přítele přítelkyni
- Народне бајке и приповетке (Národní báchorky a pověsti) – прерађене чешке приче, седам свезака
- Сеоска слика (Obrázek vesnický)
- О дванаест малих месеца (O dvanácti měsíčkách)
- Господин учитељ (Pan učitel) – poslednja dovršena priča
- Розарка (Rozárka)
- Сеоска политика (Selská politika)
- Сестре (Sestry)
- Снажни Цтибор (Silný Ctibor )
- Словачке приче и приповетке (Slovenské pohádky a pověsti)

### Већа прозна дела
- Бака (Babička) (1855) – написано након смрти сина Хунка (ауторка је очито тражила утеху у писању овог дела). Описује своја сећања на детињство у ратиборској долини. Централна фигура дела је бака – јако идеализована, постала је симбол доброте и љубави. Књига почиње доласком баке у Старо Бјелидло. Следећа поглавља описују усамљенички живот и становнике ратиборке долине. Бака својом моралном вредношћу знатно надамашује остале људе (из свих слојева). Већина ликова (укључујући и кнегињу, која је такође знатно идеализована), историјске су личности. Дело ја оптимистично, и поред бакине смрти. Појављује се и лик, који се мање-више не уклапа у композицију дела – луда Викторка. Млада контеса Хортензија, која као да у овом делу пружа одређену реалност стварног света. Њемцова је дала делу поднаслов Слике сеоског живота.
- Село под планином (Podhorská vesnice) – реалистичан приказ села, у ком је обједињен свет чешких племића и људи у Шумави и словенских дротара
- На замку и у подграђу (V zámku a podzámčí)

### Путописи
- Из Угарске (Z Uher)
- Успомене са путовања по Угарској (Vzpomínky z cesty po Uhrách)
- Слике из словачког живота (Obrazy ze života slovenského)
- Крајеви и шуме Словачке (Kraje a lesy na Slovensku)

### Из Домажлица
- Слике из околине Домажлица (Obrazy z okolí Domažlického) – публицистичка проза
- Сеоска свадба у околини Домажлица (Selská svatba v okolí Domažlic)
- О народном лечењу на Домажлицама (O prostonárodním léčení na Domažlicku)